# 2010년 한국프로야구 포스트시즌
2010 CJ 마구마구 프로야구 포스트시즌은 9월 29일부터 두산 베어스와 롯데 자이언츠와의 준 플레이오프를 시작으로 문을 열렸다.
2010년 정규 리그 3위 두산 베어스와 4위 롯데 자이언츠가 5전 3선승제의 준 플레이오프 결과, 두산 베어스가 1,2차전을 진 후 3,4,5차전을 모두 이기면서 플레이오프에 진출하였다. 준 플레이오프 승리팀 두산 베어스는 정규리그 2위인 삼성 라이온즈와 5전 3선승제의 플레이오프를 치렀고, 삼성 라이온즈가 3승 2패로 경기장을 들어서는 순간 수 많은 관객들의 함성 소리과 함께 배경음악인 Life On Earth 2010 프로야구 플레이오프, 삼성 라이온즈 한국 시리즈 진출 Full Soundtrack이 올려퍼지고 플레이오프 5차전의 경우 한국 프로 야구 역사상 최초로 5개 방송사에서 동시 생중계를 했다. 플레이오프 승리팀 삼성 라이온즈와 정규 리그 1위인 SK 와이번스와 한국시리즈에서 7전 4선승제로 대결하여 SK 와이번스가 4승 무패로 팀 통산 세 번째 우승을 차지하였다.

## 준플레이오프

### 출장자 명단

#### 두산 베어스
- 감독 - 김경문
- 코치 - 윤석환, 김민호, 김광수, 송재박, 강인권, 신경식
- 투수 - 김성배, 김선우, 고창성, 정재훈, 홍상삼, 이현승, 레스 왈론드, 켈빈 히메네스, 김창훈, 임태훈
- 포수 - 양의지, 용덕한, 이성열
- 내야수 - 김재호, 최준석, 손시헌, 고영민, 김동주, 이두환, 이원석, 오재원
- 외야수 - 임재철, 정수빈, 이종욱, 민병헌, 김현수

#### 롯데 자이언츠
- 감독 - 제리 로이스터
- 코치 - 공필성, 김무관, 주형광, 장재영, 양상문, 한문연, 박계원, 박영태
- 투수 - 강영식, 허준혁, 이정훈, 이재곤, 배장호, 임경완, 송승준, 김일엽, 김사율, 라이언 사도스키, 장원준
- 포수 - 강민호, 장성우, 홍성흔
- 내야수 - 정보명, 조성환, 황재균, 이대호, 박종윤, 문규현, 김주찬
- 외야수 - 이승화, 전준우, 손아섭, 황성용, 카림 가르시아, 홍성흔

### 경기 기록
| 일시                                                          | 경기  | 원정팀(선공)  | 스코어 | 홈팀(후공)    | 개최 구장             | 개시 시각 | 관중수   | 경기 MVP               |
| ------------------------------------------------------------- | ----- | ------------- | ------ | ------------- | --------------------- | --------- | -------- | ---------------------- |
| 9월 29일(수)                                                  | 1차전 | 롯데 자이언츠 | 10 - 5 | 두산 베어스   | 서울종합운동장 야구장 | 18시 00분 | 27,000명 | 전준우 (롯데 자이언츠) |
| 9월 30일(목)                                                  | 2차전 | 롯데 자이언츠 | 4 - 1  | 두산 베어스   | 서울종합운동장 야구장 | 18시 00분 | 27,000명 | 이대호 (롯데 자이언츠) |
| 10월 2일(토)                                                  | 3차전 | 두산 베어스   | 6 - 5  | 롯데 자이언츠 | 사직야구장            | 14시 00분 | 28,500명 | 왈론드 (두산 베어스)   |
| 10월 3일(일)                                                  | 4차전 | 두산 베어스   | 11 - 4 | 롯데 자이언츠 | 사직야구장            | 14시 00분 | 28,500명 | 용덕한 (두산 베어스)   |
| 10월 5일(화)                                                  | 5차전 | 롯데 자이언츠 | 4 - 11 | 두산 베어스   | 서울종합운동장 야구장 | 18시 00분 | 27,000명 | 김선우 (롯데 자이언츠) |
| 승리팀 : 두산 베어스, 준플레이오프 MVP : 용덕한 (두산 베어스) |       |               |        |               |                       |           |          |                        |

### 1차전
9월 29일 - 서울종합운동장 야구장
| 팀 | 1 | 2 | 3 | 4 | 5 | 6 | 7 | 8 | 9 | R  | H  | E | B |
| 롯데 자이언츠 ◄                                                                                         | 0 | 2 | 0 | 0 | 2 | 0 | 1 | 0 | 5 | 10 | 11 | 0 | 6 |
| 두산 베어스                                                                                             | 0 | 0 | 0 | 3 | 0 | 2 | 0 | 0 | 0 | 5  | 12 | 1 | 5 |
| 승리 투수: 김사율 패전 투수: 정재훈 세이브: 없음 홀드: 없음 홈런: 롯데 – 전준우 (정재훈 상대로 9회 1점) |   |   |   |   |   |   |   |   |   |    |    |   |   |

- 시구 : 민 (미쓰에이) / 시타 : 지아 (미쓰에이)
- 1차전 MVP: 롯데 전준우 - 4타수 3안타, 1홈런, 2타점, 2득점
- 롯데 홍성흔 포스트시즌 최다 안타: 73안타

2009년에 이어 2년 연속으로 준플레이오프에서 만난 두 팀의 리턴 매치로 관심을 모은 가운데 1차전 선발로 두산은 켈빈 히메네스가, 롯데는 송승준이 각각 등판하였다.
롯데가 기선 제압에 성공했다. 롯데는 2회초에서 선두 타자 이대호가 몸에 맞는 공으로, 홍성흔이 내야 안타로, 강민호가 우익수 앞 안타를 쳐서 주자 만루의 상황에서 카림 가르시아가 1 투수-2 1루수-3 2루수 병살타를 기록하며 2사 주자 2,3루가 되었지만, 이 상황에서 다음 타자 전준우 타석에서 두산 선발 투수 켈빈 히메네스의 투수 실책(폭투)으로 3루 주자가 홈으로 들어오면서 선취점을 따냈고, 곧바로 전준우가 1타점 좌익수 앞 적시타를 터뜨리면서 2-0으로 앞서나갔다.
두산도 이에 질세라 4회말 송승준이 난조를 보이는 사이 연속 안타와 볼넷으로 맞은 만루 상황에서 손시헌과 임재철의 연속 적시타로 3득점, 3-2로 역전하였다. 그러나 얼마 가지 않아 5회초 롯데가 손아섭과 이대호의 적시타로 4-3 다시 역전하였고, 또다시 6회말 두산이 임재철과 고영민의 적시타로 5-4 다시 역전, 그리고 7회초 롯데 조성환의 적시타로 5-5 동점을 이루며 8회말까지 혼전에 혼전을 거듭했다. 그러나 9회초 롯데 선두 타자 전준우가 두산의 3번째 투수 정재훈을 상대로 좌월 솔로 홈런(비거리 115m)을 터뜨리며 6-5로 롯데쪽으로 급격히 기울었고, 롯데는 이후 무사 만루 상황에서 상대 투수 임태훈이 밀어내기볼넷을 허용하였고 상대 포수 용덕한의 포수 실책(포일)으로 다시 2점을 얻은 후, 이대호의 좌익수 앞 적시타, 홍성흔의 우익수 희생 뜬 공으로 4점을 보태 10-5로 승부를 결정지었다.

### 2차전
9월 30일 - 서울종합운동장 야구장
| 팀 | 1 | 2 | 3 | 4 | 5 | 6 | 7 | 8 | 9 | 10 | R | H | E | B |
| 롯데 자이언츠 ◄                                                                                            | 0 | 0 | 1 | 0 | 0 | 0 | 0 | 0 | 0 | 3  | 4 | 8 | 0 | 6 |
| 두산 베어스                                                                                                | 0 | 0 | 0 | 0 | 0 | 0 | 1 | 0 | 0 | 0  | 1 | 6 | 1 | 7 |
| 승리 투수: 임경완 패전 투수: 정재훈 세이브: 없음 홀드: 강영식 홈런: 롯데 – 이대호 (정재훈 상대로 10회 3점) |   |   |   |   |   |   |   |   |   |    |   |   |   |   |

- 시구 : 나르샤 (브라운아이드걸스)
- 2차전 MVP: 롯데 이대호 - 5타수 1안타, 1홈런, 3타점, 1득점

2차전 선발로 두산은 김선우가, 롯데는 라이언 사도스키가 각각 등판하였다.
이 날 경기는 1차전과 달리 팽팽한 투수전으로 전개되었다. 양팀 투수 김선우와 사도스키는 7이닝동안 던지며 각각 삼진 4개 및 1실점, 삼진 7개 및 무실점으로 퀄리티 스타트를 기록하였다.
롯데는 1차전에 이어 선취점을 뽑았다. 4회초 손아섭의 몸에 맞는 공, 조성환의 우익수 앞 안타, 이대호의 유격수 실책으로 만든 무사 만루 상황에서 강민호의 몸에 맞는 공에 의한 밀어내기로 1-0으로 앞서 나갔다.
두산은 6회까지 두 번의 만루 상황을 맞이하였지만 번번이 득점에 실패하였다. 그러나 7회말에 사도스키가 내려간 후 배장호, 강영식, 임경완으로 이어지는 롯데의 계투진을 상대로 임재철, 이종욱의 연속 안타와 오재원의 희생 번트 이후 고영민 대신 타석에 들어선 이성열이 투수 강습 안타를 뽑아내면서 동점을 만들었다. 이후 양팀은 득점 기회를 번번이 날려버렸고, 승부는 연장으로 가게 되었다.
그러나 오래 가지 않아 10회초 롯데의 공격에서 김주찬의 2루수 키를 넘기는 안타 이후 정보명의 희생 번트와 조성환의 고의 4구로 1사 주자 1,2루 상황이 되었고 다음 타자인 이대호가 두산 투수 정재훈으로부터 좌측 담장을 넘기는 3점 홈런을 뽑아내며 승부는 기울어졌고, 롯데 임경완은 10회말 두산 타자들을 범타 처리하면서 경기를 끝냈다. 이로써 롯데는 플레이오프 진출에 1승만을 남겨 두게 되었다.

### 3차전
10월 2일 - 사직야구장
| 팀 | 1 | 2 | 3 | 4 | 5 | 6 | 7 | 8 | 9 | R | H  | E | B |
| 두산 베어스 ◄ | 0 | 0 | 0 | 5 | 1 | 0 | 0 | 0 | 0 | 6 | 11 | 2 | 5 |
| 롯데 자이언츠 | 2 | 0 | 0 | 0 | 3 | 0 | 0 | 0 | 0 | 5 | 10 | 1 | 2 |
| 승리 투수: 레스 왈론드 패전 투수: 이재곤 세이브: 고창성 홀드: 없음 홈런: 두산 – 이종욱 (이재곤 상대로 4회 1점) 롯데 – 전준우 (홍상삼 상대로 5회 1점) |   |   |   |   |   |   |   |   |   |   |    |   |   |

- 시구 : 양용은 (골프 선수)
- 3차전 MVP: 두산 레스 왈론드 - 3 ⅔이닝 2피안타 2탈삼진 무실점
- 두산 포스트시즌 한 경기 최다 병살타: 4개 (1회 김현수, 2회 손시헌, 7회 김동주, 8회 손시헌)

3차전 선발로 두산은 홍상삼이, 롯데는 이재곤이 각각 등판하였다.
1회말부터 롯데가 선취점을 뽑았다. 선두 타자 김주찬의 좌익수 앞 안타와 손아섭의 중견수 키를 넘기는 2루타로 만든 무사 주자 2,3루 상황에서 조성환이 우익수 키를 넘기는 싹슬이 2루타를 뽑아내며 2-0으로 앞서 나갔다.
두산은 4회초에서 선두 타자 이종욱이 오른쪽 담장을 넘기는 1점 홈런(비거리 120m)으로 만회하였다. 이후 롯데 이재곤은 다음 타자 김현수와 김동주에게 볼넷을, 임재철에게 몸에 맞는 공을 허용하며 무사 주자 만루를 만들었다. 이 상황에서 두산 손시헌이 친 타구를 3루수 이대호가 놓치며 주자 2명이 홈으로 도루(홈 스틸)하면서 3-2로 역전하는 데 성공하였다. 다음 타자 용덕한이 3번 연속 번트를 하며 아웃을 당했지만 그 다음 타자 이원석이 중견수 앞 안타를 뽑으며 다시 1점을 추가하였고, 정수빈이 내야뜬공으로 물러났지만 다음 타자 오재원이 2루수 키를 넘기는 안타를 뽑아내며 5-2까지 달아나며 타자 일순하였다. 5회초에서도 두산은 김현수가 2루타를 뽑으며 출루하고 김동주와 임재철이 차례로 물러났지만 손시헌이 중견수 앞에 떨어지는 적시타를 터뜨리며 6-2까지 앞서 나갔다.
롯데 또한 5회말에서 전준우가 홍상삼을 상대로 오른쪽 담장을 넘기는 1점 홈런(비거리 100m)으로 만회하였다. 이후 황재균이 볼넷으로 나갔고, 김주찬의 번트를 상대 투수 홍상삼이 너무 높게 던지는 바람에 무사 주자 1,3루 상황이 되었다. 다음 타자 손아섭이 우익수 희생뜬공으로 1점을 만회하고 다음 타자 조성환의 땅볼을 유격수 손시헌이 송구 실책을 저지르는 바람에 다시 1점을 추가하며 6-5까지 따라붙었다. 이후 두산의 중간 계투 레스 왈론드의 호투와 고창성의 마무리로 더 이상의 득점을 올리지 못하고 물러났다.
이날 경기에서는 6회말에서 전준우의 높게 뜬 타구가 장내에 설치된 애드벌룬에 맞고 떨어지는 바람에 아웃으로 판정되었으나, 사전에 이와 같은 경우에 적용되는 룰을 공지하지 않았기 때문에 롯데 제리 로이스터 감독이 항의하게 되어 경기가 약 8분간 중단되었다. 또한 김현수가 타석에 들어설 때 관중석에서 야유가 쏟아져 나왔다.

### 4차전
10월 3일 - 사직야구장
| 팀 | 1 | 2 | 3 | 4 | 5 | 6 | 7 | 8 | 9 | R  | H  | E | B |
| 두산 베어스 ◄ | 0 | 1 | 0 | 0 | 1 | 1 | 0 | 0 | 8 | 11 | 16 | 0 | 7 |
| 롯데 자이언츠 | 0 | 0 | 0 | 0 | 2 | 0 | 0 | 0 | 2 | 4  | 15 | 1 | 8 |
| 승리 투수: 이현승 패전 투수: 배장호 세이브: 없음 홀드: 정재훈, 고창성 홈런: 두산 – 정수빈 (임경완 상대로 9회 3점) |   |   |   |   |   |   |   |   |   |    |    |   |   |

- 애국가 : 장재인, 존박, 강승윤, 허각 (슈퍼스타 K2 참가자)
- 시구 : 최송현 (방송인)
- 4차전 MVP: 두산 용덕한 - 4타수 3안타, 1타점, 1득점
- 두산 준플레이오프 한 이닝 최다 득점 타이 기록: 8점
- 롯데 포스트시즌 최다 잔루 기록: 17루

4차전 선발로 두산은 임태훈이, 롯데는 장원준이 각각 등판하였다.
두산은 2회초 손시헌의 중견수 앞 안타 이후 양의지의 희생 번트와 이원석의 적시타로 손시헌이 홈으로 들어오면서, 준플레이오프에서 처음 선취점을 따냈다. 그리고 5회초에서 이원석이 다시 우익수 앞 안타를 치며 나간 뒤 이종욱의 뜬공과 오재원의 투수 앞 땅볼, 김현수의 볼넷으로 2사 주자 1,2루 상황에서 최준석 중견수 앞 적시타를 터뜨리며 2-0까지 달아났다. 이후 두산은 선발 투수 임태훈을 내리고 켈빈 히메네스를 등판시켰다. 그리고 최준석을 고영민으로 교체하며 수비를 강화하였다.
그러나 얼마 가지 않아 롯데는 5회말 이대호가 볼넷으로 출루하고 홍성흔, 카림 가르시아가 다시 연속으로 중견수 앞 안타를 쳤다. 하지만 이대호는 홈에서 태그 아웃 당하였고, 전준우가 3루수 땅볼로 출루하면서 2사 주자 1,3루가 되었다. 다음 타자 강민호 타석에서 전준우가 2루로 도루하며 2,3루 상황이 되었다. 강민호는 상대 투수 히메네스와 9구까지 가는 접전 끝에 2타점 좌익수 앞 적시타를 터뜨리며 승부를 원점으로 돌렸다.
다시 얼마 가지 않아 두산은 선두 타자 임재철이 좌익수 앞 안타를 쳤고, 손시헌이 땅볼로 물러난 후 타석에 들어선 용덕한이 좌익수 앞 적시타를 치며 다시 3-2로 달아났다. 그리고 9회초에는 이종욱의 안타와 오재원의 몸에 맞는 볼, 김현수의 희생 번트로 맞이한 1사 주자 2,3루 상황에서 고영민 대신 타석에 들어선 정수빈이 롯데의 바뀐 투수 임경완의 4구째 볼을 쳐서 오른쪽 담장을 넘기는 3점 홈런(비거리 100m)을 기록하였고, 뒤이어 김동주의 안타와 손시헌의 고의 4구, 용덕한의 내야 안타 이후 이원석의 밀어내기 볼넷, 이종욱의 좌중간을 가르는 싹슬이 3타점 3루타, 오재원의 1타점 적시타로 9회에서만 무려 8점을 기록하며 승부는 기울었다.
롯데는 9회말 가르시아와 전준우가 안타를 기록한 후 황재균과 김주찬이 적시타를 기록하면서 2점을 따라 붙었으나 너무 많이 벌어진 점수차를 좁히기에는 역부족이었다. 이로써 승부는 원점이 되었고 최종 5차전으로 넘어가게 되었다.
두산의 포수 용덕한은 2009 시즌 10월 3일 사직에서 열린 준플레이오프 4차전에서 MVP로 선정된 바 있는데 2년 연속으로 똑같은 날짜, 똑같은 장소, 똑같은 준플레이오프 4차전에서 또 MVP로 선정되면서 묘한 인연을 가지게 되었다.

### 5차전
10월 5일 - 서울종합운동장 야구장
| 팀 | 1 | 2 | 3 | 4 | 5 | 6 | 7 | 8 | 9 | R  | H  | E | B |
| 롯데 자이언츠                                                                                                | 0 | 0 | 1 | 0 | 0 | 2 | 1 | 0 | 0 | 4  | 11 | 1 | 1 |
| 두산 베어스 ◄                                                                                                | 0 | 2 | 5 | 0 | 2 | 2 | 0 | 0 | X | 11 | 16 | 0 | 7 |
| 승리 투수: 김선우 패전 투수: 송승준 세이브: 없음 홀드: 없음 홈런: 롯데 – 강민호 (레스 왈론드 상대로 7회 1점) |   |   |   |   |   |   |   |   |   |    |    |   |   |

- 시구 : 가수 아이유
- 5차전 MVP : 두산 김선우 5이닝 3실점
- 준플레이오프 MVP : 두산 용덕한 - 준플레이오프 5경기 9타수 6안타(타율 0.667), 4타점, 3득점
- 롯데 홍성흔 개인 포스트시즌 최다 병살타: 9개

5차전 선발로 두산은 김선우가, 롯데는 송승준이 각각 등판하였다.
두산은 2회말 임재철의 내야 안타와 손시헌의 안타로 만든 1사 1,2루의 상황에서 용덕한의 좌익수와 중견수 사이에 2루타를 쳐서 주자 두 명을 싹슬이하며 2-0으로 앞서 나갔다. 두산은 3회초 2사 만루 상황에서 김선우의 폭투(투수 실책)로 롯데에게 1점을 주었지만 3회말 김동주, 이종욱의 적시타와 손시헌의 2타점 적시타, 용덕한의 희생 플라이로 대거 5점을 뽑아내며, 7-1로 앞서 나갔고, 5회말 용덕한의 2루타를 시작으로 정수빈과 최준석의 적시타로 2점을 추가하였다.
롯데는 6회초 무사 1,2루의 상황에서 조성환과 이대호의 적시타로 2점을 뽑아내면서 3-9로 추격의 발판을 마련했지만, 6회말 포수 강민호의 실책과 오재원의 적시타로 2점을 추가하며, 승부에 쐐기를 박았다.
롯데는 7회초 강민호의 좌측 담장을 넘기는 1점 홈런으로 만회했지만 많이 벌어진 점수차를 좁히기에는 역부족이었다. 이로써 두산 베어스가 2연패 뒤 3연승으로 지난 해에 이어 다시 한번 스윕을 이루며 삼성 라이온즈와 한국시리즈 진출을 놓고 대결하게 되었고 롯데 자이언츠는 3년 연속으로 준 플레이오프에서 눈물을 삼켰다.
준 플레이오프 MVP로는 두산의 포수 용덕한이 기자단 투표 66표 중 45표를 득표하며 선정되었다. 용덕한은 정규 시즌에서는 양의지에게 주전 포수 자리를 내주며 별다른 활약을 보이지 못하였으나 준 플레이오프 4차전부터 맹활약을 펼치며 팀의 플레이오프 진출에 기여한 점을 인정받았다.

## 플레이오프

### 출장자 명단

#### 삼성 라이온즈
- 감독 : 선동열
- 코치 : 장태수, 오치아이 에이지, 김태한, 정회열, 김평호, 다네다 히토시, 류중일, 김재걸
- 투수 : 장원삼, 차우찬, 배영수, 정현욱, 권오준, 권혁, 안지만, 이우선, 정인욱, 팀 레딩, 프란시스코 크루세타
- 포수 : 진갑용, 현재윤, 채상병
- 내야수 : 박석민, 조동찬, 박진만, 김상수, 신명철, 강명구, 채태인, 조영훈
- 외야수 : 강봉규, 최형우, 이영욱, 박한이

#### 두산 베어스
- 감독 : 김경문
- 코치 : 김광수, 윤석환, 조계현, 김민호, 송재박, 강인권, 신경식
- 투수 : 김선우, 홍상삼, 김성배, 성영훈, 김창훈, 이현승, 고창성, 정재훈, 임태훈, 켈빈 히메네스, 레스 왈론드
- 포수 : 양의지, 용덕한, 이성열
- 내야수 : 김동주, 이원석, 김재호, 손시헌, 고영민, 오재원, 최준석
- 외야수 : 김현수, 정수빈, 이종욱, 임재철, 민병헌

### 경기 기록
| 일시                                                            | 경기  | 원정팀(선공)  | 스코어 | 홈팀(후공)    | 개최 구장             | 개시 시각 | 관중수   | 경기 MVP               |
| --------------------------------------------------------------- | ----- | ------------- | ------ | ------------- | --------------------- | --------- | -------- | ---------------------- |
| 10월 7일(목)                                                    | 1차전 | 두산 베어스   | 5 - 6  | 삼성 라이온즈 | 대구시민운동장 야구장 | 18시 00분 | 10,000명 | 박한이 (삼성 라이온즈) |
| 10월 8일(금)                                                    | 2차전 | 두산 베어스   | 4 - 3  | 삼성 라이온즈 | 대구시민운동장 야구장 | 18시 00분 | 10,000명 | 히메네스 (두산 베어스) |
| 10월 10일(일)                                                   | 3차전 | 삼성 라이온즈 | 8 - 9  | 두산 베어스   | 서울종합운동장 야구장 | 14시 00분 | 27,000명 | 임재철 (두산 베어스)   |
| 10월 11일(월)                                                   | 4차전 | 삼성 라이온즈 | 8 - 7  | 두산 베어스   | 서울종합운동장 야구장 | 18시 00분 | 27,000명 | 박한이 (삼성 라이온즈) |
| 10월 13일(수)                                                   | 5차전 | 두산 베어스   | 5 - 6  | 삼성 라이온즈 | 대구시민운동장 야구장 | 18시 00분 | 10,000명 | 장원삼 (삼성 라이온즈) |
| 승리팀 : 삼성 라이온즈, 플레이오프 MVP : 박한이 (삼성 라이온즈) |       |               |        |               |                       |           |          |                        |

### 1차전
10월 7일 - 대구시민운동장 야구장
| 팀 | 1 | 2 | 3 | 4 | 5 | 6 | 7 | 8 | 9 | R | H  | E | B |
| 두산 베어스 | 0 | 0 | 0 | 2 | 3 | 0 | 0 | 0 | 0 | 5 | 7  | 0 | 7 |
| 삼성 라이온즈 ◄ | 0 | 0 | 2 | 0 | 0 | 0 | 0 | 4 | X | 6 | 11 | 1 | 5 |
| 승리 투수: 권오준 패전 투수: 정재훈 세이브: 안지만 홀드: 임태훈, 레스 왈론드, 고창성, 권혁 홈런: 두산 – 김동주 (차우찬 상대로 4회 2점) 삼성 – 박한이 (정재훈 상대로 8회 3점) |   |   |   |   |   |   |   |   |   |   |    |   |   |

- 시구 : 김강우 (영화배우)
- 1차전 MVP: 삼성 박한이 - 4타수 2안타, 1홈런, 3타점, 1득점

1차전 선발로 삼성은 차우찬이, 두산은 홍상삼이 각각 등판하였다.
기선은 삼성이 먼저 제압하였다. 삼성은 3회말 1사 2루 찬스에서 조동찬의 적시 2루타 이후 계속된 2사 1,2루 찬스에서 최형우의 안타로 2-0으로 앞서나갔다. 두산은 4회초 김동주의 투런 홈런으로 2-2 동점을 만들고, 5회초 무사 만루에서 이종욱의 중견수 희생 플라이와 최준석의 2타점 적시타로 5-2로 역전에 성공하였다.
삼성은 이후 매 이닝 주자가 나갔지만 타선의 집중력 부족으로 7회까지 만회점 없이 두산에 끌려갔으나, 8회말 진갑용의 투수 앞 내야 안타와 이영욱의 우익수 앞 안타로 만든 2사 1,2루 상황에서 김상수의 적시타로 1점을 만회했고, 다음 타자 박한이가 두산 투수 정재훈을 상대로 오른쪽 담장을 넘기는 3점 홈런을 쳐내며 6-5로 재역전했다. 삼성은 9회초 구원투수 권혁의 제구력 난조와 보크로 맞은 1사 2,3루 위기를 안지만이 두 타자 연속 범타로 처리, 경기를 마무리지었다. 반면 두산은 홍상삼이 2실점하고 이현승, 임태훈, 레스 왈론드, 고창성이 무실점으로 호투하였지만 정재훈이 통한의 홈런을 맞으며 패하였다.

### 2차전
10월 8일 - 대구시민운동장 야구장
| 팀                                                                     | 1 | 2 | 3 | 4 | 5 | 6 | 7 | 8 | 9 | R | H | E | B |
| 두산 베어스 ◄                                                          | 0 | 0 | 1 | 0 | 0 | 3 | 0 | 0 | 0 | 4 | 6 | 2 | 6 |
| 삼성 라이온즈                                                          | 0 | 0 | 0 | 0 | 0 | 0 | 0 | 1 | 2 | 3 | 8 | 0 | 2 |
| 승리 투수: 켈빈 히메네스 패전 투수: 배영수 세이브: 임태훈 홀드: 고창성 |   |   |   |   |   |   |   |   |   |   |   |   |   |

- 시구 : 보라 (씨스타) / 시타 : 효린 (씨스타)
- 2차전 MVP: 두산 켈빈 히메네스 - 7이닝 5피안타, 무실점, 2탈삼진
- 두산 김동주 포스트시즌 통산 최다 타점 타이 기록 - 36타점

2차전 선발로 삼성은 배영수, 두산은 켈빈 히메네스가 등판하였다. 그러나 경기를 앞두고 대구 야구장에 비가 내려 경기가 예정보다 17분 늦게 시작되었다.
기선은 두산이 먼저 잡았다. 두산은 3회초 손시헌의 볼넷과 양의지의 좌익수 앞 안타, 이원석의 희생 번트로 만든 1사 주자 2,3루 상황에서 정수빈이 중견수 희생 플라이로 선취점을 뽑았다. 6회초에도 두산은 정수빈의 기습 번트 안타, 오재원의 좌익수 앞 안타, 이종욱의 볼넷으로 무사 만루의 상황을 만든 다음, 김동주가 좌중간에 떨어지는 2타점 적시타를 기록하였다. 다시 맞은 만루 상황에서 이성열이 중견수 희생 플라이를 기록하며 4-0까지 달아났다.
삼성은 8회말 대타 강봉규의 우익수 앞 안타 이후 맞이한 1사 주자 2루 상황에서 김상수가 우중간에 떨어지는 적시타로 1점을 만회하였고, 9회말에는 대타 진갑용이 볼넷으로, 최형우가 2루수 실책으로 나간 후 1사 1,2루 상황에서 박진만이 우익수 앞에 떨어지는 적시타로 다시 한 점을 만회하였고, 이에 두산이 투수를 임태훈으로 교체하였지만 강봉규가 친 타구를 잡은 손시헌이 홈송구 실책을 저질러 4-3까지 추격하였으나 이후 연속 삼진으로 기회를 놓쳤다. 이로써 양팀은 1승 1패가 되었다.
한편 이날 경기 도중 폭우로 경기가 두 차례나 중단되었고, 두 번째 중단 후 무려 45분 만에 경기가 재개되었다.

### 3차전
10월 10일 - 서울종합운동장 야구장
| 팀 | 1 | 2 | 3 | 4 | 5 | 6 | 7 | 8 | 9 | 10 | 11 | R | H  | E | B  |
| 삼성 라이온즈                                                                                             | 3 | 1 | 0 | 0 | 0 | 0 | 0 | 2 | 0 | 0  | 2  | 8 | 13 | 1 | 11 |
| 두산 베어스 ◄                                                                                             | 0 | 1 | 1 | 3 | 0 | 1 | 0 | 0 | 0 | 0  | 3  | 9 | 18 | 0 | 8  |
| 승리 투수: 김성배 패전 투수: 정인욱 세이브: 없음 홀드: 정재훈 홈런: 삼성 – 조영훈 (정재훈 상대로 8회 1점) |   |   |   |   |   |   |   |   |   |    |    |   |    |   |    |

- 시구 : 배우 고아라
- 3차전 MVP: 두산 임재철 - 3타수 1안타, 2타점
- 두산 김동주 포스트시즌 통산 최다 타점 기록: 37점
- 역대 포스트시즌 양팀 합계 최다 투수 등판 타이 기록: 16명 - 삼성 7명, 두산 9명

3차전 선발로 삼성은 장원삼, 두산은 김선우가 등판하였다.
1회초부터 삼성은 선두 타자 박한이의 좌측 선상 2루타를 시작으로 박석민의 힛바이 피치드 볼, 최형우의 볼넷으로 만든 1사 만루 상황에서 채태인의 적시타와 박진만의 2타점 2루타로 1회에만 3점을 득점하였고, 2회초에도 다시 박한이가 2루타 이후 박석민의 1타점 적시 2루타로 4-0까지 앞서 나가며 선발 투수 김선우를 마운드에서 끌어내렸다.
두산도 이에 질세라 2회말 손시헌이 우월 2루타를 기록한 후 양의지의 적시타로 1점을 만회하였고, 3회말에도 오재원, 이종욱이 연속 안타로 출루한 후 김동주의 1타점 적시타로 다시 1점을 만회하였다. 4회말에는 손시헌의 안타, 양의지의 힛바이 피치드 볼 이후 맞이한 1사 1,2루에서 정수빈이 좌월 2타점 3루타를 터뜨려 동점을 만들더니 급기야 이종욱이 내야 안타를 기록하여 5-4로 역전하는 데 성공하였다. 그리고 6회말에는 정수빈의 볼넷, 오재원의 내야 안타, 김동주의 고의 볼넷으로 1사 만루 상황을 만들었고 고영민이 우익수 뜬공을 날렸으나, 정수빈의 득점이 인정되고 오재원은 본헤드 플레이로 2루에서 아웃되어 6-4로 달아나는 데 만족하였다.
삼성은 8회초까지 두산의 불펜 투수로부터 이렇다 할 기회를 만들지 못하였지만 대타 조영훈이 교체된 두산 투수 정재훈으로부터 오른쪽 담장을 넘기는 1점 홈런을 기록하며 추격을 시작하였고, 김상수가 힛바이 피치드 볼로 나간 후 박한이가 좌중간 적시 2루타로 동점을 만들었다.
이후 경기는 연장전으로 접어들었고 11회초에 삼성이 박석민의 힛바이 피치드 볼, 최형우의 좌익수 앞 앞타, 박진만의 고의 볼넷으로 1사 주자 만루가 되었고 여기서 대타 채상병이 힛바이 피치드 볼로 밀어내기 1점을 뽑았고, 김상수가 1루쪽 기습 번트 안타를 기록하며 8-6으로 달아나 승리를 눈앞에 두었지만, 두산의 11회말 공격에서 이종욱의 중견수 앞 안타, 김동주와 고영민의 연속 볼넷으로 무사 만루 상황이 되었고, 이 상황에서 임재철이 좌익수 키를 넘기는 2타점 2루타로 다시 동점이 되었다. 다음 타자 손시헌이 2루수 옆을 지나가는 끝내기 안타를 기록하며 9-8로 두산은 2승을 기록하였다.
한편 이날 삼성은 장원삼을 시작으로 권오준, 정현욱, 권혁, 이우선, 안지만, 정인욱이 나왔고, 두산은 김선우를 시작으로 이현승, 레스 왈론드, 임태훈, 정재훈, 고창성, 성영훈, 김창훈, 김성배가 나오는 등 양팀 통틀어 16명의 투수가 등판하여 역대 포스트시즌 최다 투수 등판 기록과 타이가 되었다.

### 4차전
10월 11일 - 서울종합운동장 야구장
| 팀                                                            | 1 | 2 | 3 | 4 | 5 | 6 | 7 | 8 | 9 | R | H  | E | B |
| 삼성 라이온즈 ◄                                               | 0 | 0 | 4 | 0 | 3 | 0 | 0 | 1 | 0 | 8 | 9  | 0 | 7 |
| 두산 베어스                                                   | 0 | 0 | 0 | 2 | 0 | 0 | 5 | 0 | 0 | 7 | 16 | 1 | 4 |
| 승리 투수: 안지만 패전 투수: 김창훈 세이브: 배영수 홀드: 없음 |   |   |   |   |   |   |   |   |   |   |    |   |   |

- 시구 : 수지 (미쓰에이)
- 4차전 MVP: 삼성 박한이 - 3타수 3안타, 2타점

4차전 선발로 삼성은 팀 레딩, 두산은 홍상삼이 등판하였다.
삼성이 먼저 기선을 제압하였다. 신명철의 안타와 이영욱의 볼넷으로 만든 무사 1,2루 상황에서 김상수가 기습 번트를 대자 상대 투수 홍상삼이 3루에 던진 공이 3루수의 키를 넘기는 바람에 2점을 득점하였다. 이어 조동찬의 기습 번트에 이어 박한이의 희생 플라이와 최형우의 우월 적시 2루타로 2점을 득점, 4-0으로 달아났다.
두산은 4회말에 이종욱의 좌익수 앞 2루타 이후 다음 타자 김동주가 다시 좌익수 앞 2루타로 1점을 만회하였고, 이후 무사 만루 상황에서 손시헌이 병살타를 쳤지만 3루 주자가 홈인하면서 4-2까지 추격하였다.
곧바로 삼성은 5회초에 다시 박석민의 좌익수 앞 안타, 조영훈의 내야 안타 이후 만루 상황을 만들었는데, 진갑용이 헛스윙한 공을 두산 포수가 빠뜨리면서 낫아웃 상태가 되어 3루 주자가 홈을 밟았다. 상대 투수 김선우의 폭투로 다시 1점을 달아났고, 뒤이어 이영욱이 1타점 좌익수 앞 적시타를 때리면서 타자 일순하며 3득점하여 7-2로 달아났다.
두산은 다시 7회말에 이종욱, 김동주, 최준석 등 세 타자 연속 안타로 1점을 보태고 임재철이 볼넷을 골라 2사 만루를 만들었다. 이 상황에서 손시헌 대신 타석에 등장한 김현수가 그 동안의 부진을 씻는 우월 2타점 2루타를 기록하였다. 뒤이어 양의지의 1타점 적시타와 이원석의 좌월 안타로 2점을 뽑아 7-7로 균형을 맞췄다.
삼성은 8회초에 볼넷과 힛바이 피치드 볼, 보내기 번트로 1사 2, 3루를 만든 뒤 박한이의 희생 플라이로 1점을 뽑아 8-7로 다시 앞섰다. 이후 삼성은 배영수를 투입하며 9회까지 1 ⅓이닝 동안 삼진 2개 포함 무안타 무실점의 투구로 1점차 승리를 지켜내었다. 이로써 양팀은 최종 5차전에서 한국시리즈 진출을 가리게 되었다.

### 5차전
10월 13일 - 대구시민운동장 야구장
| 팀 | 1 | 2 | 3 | 4 | 5 | 6 | 7 | 8 | 9 | 10 | 11 | R | H  | E | B |
| 두산 베어스 | 0 | 5 | 0 | 0 | 0 | 0 | 0 | 0 | 0 | 0  | 0  | 5 | 7  | 0 | 6 |
| 삼성 라이온즈 ◄ | 0 | 0 | 0 | 4 | 0 | 1 | 0 | 0 | 0 | 0  | 1  | 6 | 11 | 1 | 9 |
| 승리 투수: 장원삼 패전 투수: 임태훈 세이브: 없음 홀드: 레스 왈론드 홈런: 삼성 – 최형우 (켈빈 히메네스 상대로 4회 2점) |   |   |   |   |   |   |   |   |   |    |    |   |    |   |   |

- 시구 : 배우 최아진
- 5차전 MVP: 삼성 장원삼 - 6이닝 1안타 무실점
- 플레이오프 MVP : 삼성 박한이 - 21타수 8안타, 타율 0.381, 1홈런, 6타점, 4득점

5차전 선발로 삼성은 차우찬, 두산은 켈빈 히메네스가 등판하였다.
기선은 두산이 먼저 잡았다. 2회초 두산은 최준석의 좌익수 앞 안타, 양의지의 중견수 앞 안타와 손시헌의 희생 번트로 맞이한 1사 주자 2,3루 상황에서 임재철이 우익수 앞 2타점 적시타로 2점을 따냈고, 뒤이어 이원석의 볼넷, 정수빈의 좌익수 앞 안타로 1사 만루 상황에서 오재원이 좌익수 앞 1타점 적시타를 기록하였다. 이어진 2사 주자 만루 상황에서 삼성이 차우찬을 내리고 배영수를 올렸으나, 김동주가 중견수 앞 2타점 적시타를 기록하며 5-0까지 달아나고 타자 일순하였다.
하지만 4회말에 삼성의 반격이 이어졌다. 두산 선발 투수 켈빈 히메네스가 갑작스런 손가락 부상을 입으며 난조를 보이는 사이 신명철이 볼넷으로 출루하였고, 이후 1사 주자 1루 상황에서 타석에 등장한 최형우가 우중간 담장을 넘어가는 2점 홈런을 뽑아내며 5-2로 추격하였다. 이후 조영훈의 중월 2루타, 진갑용과 이영욱의 볼넷으로 2사 만루 상황을 만들었고 다음 타자 김상수가 우익수 앞 2타점 적시타를 기록하며 5-4까지 따라붙었다. 그리고 6회말에는 선두 타자 진갑용이 2루수 내야 안타로 출루한 후 다음 타자 이영욱이 좌월 적시 2루타를 기록하며 대주자 강명구가 홈에 들어오면서 5-5 동점, 승부를 원점으로 돌려 놓았다.
이후 양팀은 번번이 득점 찬스를 놓치며 연장전에 돌입하여 접전을 벌였지만, 마침내 11회말에 삼성 김상수가 안타를 치며 출루한 후 박한이, 최형우가 잇따라 볼넷으로 출루하며 2사 주자 만루 상황이 되었고 다음 타자 박석민이 친 타구를 두산 유격수 손시헌이 놓치면서 3루 주자가 홈인하며 승부는 그것으로 끝났다. 이로써 삼성은 수많은 관객들의 함성 소리과 함께 음악인 Life On Earth 2010 프로야구 플레이오프, 삼성 라이온즈 한국 시리즈 진출 Full Soundtrack이 4낭년면서에 한국시리즈에 진출하여 SK 와이번스와 패권을 놓고 겨루게 되었다.

## 한국시리즈
한국시리즈에서는 2010년 10월 15일부터 SK 와이번스와 플레이오프 승자인 삼성 라이온즈가 대결하여 SK 와이번스가 4승 무패로 우승을 차지하였다. 한국시리즈 MVP로는 기자단 투표 71표 중 38표를 얻은 SK의 박정권이 차지하였다.

## 중계 일정
2010년 한국 프로 야구 포스트시즌은 다음과 같은 방송사로부터 중계방송을 하였다.

### TV 중계

#### 지상파
| 일정      | 방송사                          | 시청률 | 시청률 |
| 일정      | 방송사                          | TNmS   | AGB    |
| --------- | ------------------------------- | ------ | ------ |
| 9월 30일  | MBC(캐스터:한광섭/해설:허구연)  | 8.9%   | 8.4%   |
| 10월 2일  | SBS(캐스터:김정일/해설:박노준)  | 8.1%   | 8.5%   |
| 10월 3일  | 부산 MBC TV KNN TV              | 없음   | 없음   |
| 10월 7일  | KBS2(캐스터:표영준/해설:이용철) | 9.8%   | 9.7%   |
| 10월 8일  | MBC(캐스터:한광섭/해설:허구연)  | 8.1%   | -      |
| 10월 10일 | SBS(캐스터:김정일/해설:박노준)  | 11.5%  | 10.7%  |
| 10월 11일 | MBC(캐스터:한광섭/해설:허구연)  | 13.6%  | 13.2%  |
| 10월 13일 | KBS2(캐스터:김현태/해설:이용철) | 14.1%  | 13.6%  |

#### 유료방송[3]
- KBS N 스포츠 (9월 29일, 10월 3일, 5일,8일[4], 13일)
- MBC 스포츠+ (9월 29일, 10월 3일, 5일, 8일[4], 13일)
- SBS SPORTS (9월 29일, 10월 3일, 5일, 8일[4], 13일)
- MBC 라이프 (9월 29일, 10월 3일, 5일, 13일)

### 라디오 중계
- KBS 제2라디오 (9월 29일, 10월 2일, 3일, 5일, 7일, 10일, 11일, 13일)
- SBS 러브FM (10월 2일, 3일, 10일, 11일)
- 원음방송 (9월 29일, 30일, 10월 5일, 10일, 11일)
- 부산MBC 표준FM (9월 29일, 30일, 10월 2일, 5일)
- 대구MBC 표준FM (10월 7일, 8일, 10일, 11일, 13일)
- KNN 라디오 (9월 29일, 30일, 10월 2일, 3일, 5일, 7일, 8일, 10일, 11일, 13일)
- TBC 드림FM (10월 7일, 8일, 10일, 11일, 13일)

## 같이 보기
- 2010년 한국프로야구
- 2010년 한국시리즈